# Amauris niarius
Amauris niarius är en fjärilsart som beskrevs av Fabricius 1781. Amauris niarius ingår i släktet Amauris och familjen praktfjärilar. Inga underarter finns listade i Catalogue of Life.